# 日本橋駅 (東京都)
日本橋駅（にほんばしえき）は、東京都中央区日本橋一丁目にある、東京地下鉄（東京メトロ）・東京都交通局（都営地下鉄）の駅。

## 概要
東京メトロ銀座線と東西線、都営地下鉄浅草線の計3路線が乗り入れている。駅番号は、銀座線がG 11、東西線がT 10、浅草線がA 13である。
東京メトロでは「髙島屋前」という副駅名を持ち、高島屋日本橋店と直結している。駅の建設にあたっては建設費を日本橋高島屋が負担している。なお1932年の開業から1955年までは「白木屋・高島屋前」、そして白木屋から東急百貨店日本橋店に名称変更して1999年に閉店するまでの間は「東急百貨店・高島屋前」と案内されていた。
当駅と東西線・日比谷線茅場町駅との間は改札外の地下通路で接続している（通行可能時間：6時00分 - 23時00分）。ただし連絡駅とはされていないため、乗り継ぎ割引等は適用されない。

## 歴史
都営地下鉄が駅を設置した際は江戸橋駅（えどばしえき）と称し、銀座線日本橋駅とは別個だった。東西線日本橋駅開業後は地下通路が整備され、営団（当時）日本橋駅との連絡駅となったものの、駅名は変更されなかった。しかし、江戸川橋駅や江戸川駅と駅名が類似していることから、1989年3月19日に新宿線篠崎 - 本八幡間が開業した際「日本橋駅」に改称し、営団と駅名の統一が図られている。
都営地下鉄が駅名を変更したのは、1969年に志村駅を高島平駅に変更して以来で、都営地下鉄での駅名変更の事例はこの2件のみである。
- 1932年（昭和7年）12月24日：東京地下鉄道の駅が開業。高島屋と白木屋が建設費用の一部を負担した。
- 1941年（昭和16年）9月1日：陸上交通事業調整法により東京地下鉄道が路線を帝都高速度交通営団（営団地下鉄）に譲渡。
- 1945年（昭和20年）1月27日：連合国軍機の空襲を受けて水道管が破損し浸水したため当駅 - 新橋駅間が運休となる。
- 1963年（昭和38年）2月28日：都営地下鉄1号線の江戸橋駅開業[5]。同時に営団地下鉄との連絡運輸を開始。
- 1967年（昭和42年）9月14日：営団地下鉄東西線開業。営団日本橋駅と都営江戸橋駅が乗換駅となる。
- 1971年（昭和46年）7月1日：営団では初となる駅冷房を開始（銀座駅と同時）[6][7]。
- 1978年（昭和53年）7月1日：都営地下鉄1号線が浅草線に改称[5]。
- 1983年（昭和58年）4月1日：営団の駅構内に案内所を開設[7]。
- 1984年（昭和59年）4月27日：銀座線渋谷方面乗り場を新ホームに移動[8]。
- 1989年（平成元年）3月19日：都営地下鉄浅草線の江戸橋駅を日本橋駅と改称[5][9]。
- 2004年（平成16年）4月1日：営団地下鉄の民営化に伴い、銀座線・東西線の駅は東京地下鉄（東京メトロ）に継承される[10]。
- 2007年（平成19年）3月18日：ICカード「PASMO」の利用が可能となる[11]。
- 2015年（平成27年）5月22日：東西線ホームに発車メロディを導入[12]。
- 2018年（平成30年）8月30日：銀座線ホームに発車メロディを導入[13]。
- 2021年（令和3年）12月29日：都営地下鉄の定期券売り場が営業を終了[14]。
- 2022年（令和4年）1月21日：東京メトロの定期券売り場が営業を終了[15]。

## 駅構造

### 東京地下鉄
銀座線は、中央通りと永代通りが交差する「日本橋交差点」の中央通り直下の地下2階に2面2線のホームを有する地下駅。開業当初は1つのホーム（島式1面2線）であったが、乗客の増加に対応して1984年に渋谷方面のホームを増設した。渋谷寄りのコンコース中央には臨時階段があり、臨時階段部を含めて改札内領域とすることが可能なように柵が設置されているが、通常は改札外領域のため、自動改札機は設置されていない。
東西線は、日本橋交差点の永代通り直下の地下3階に島式1面2線のホームを有する地下駅。ホームの茅場町寄りに江戸橋一丁目交差点方面改札口があり、都営浅草線への連絡通路へと通じている。また、ホーム中央、大手町寄りの階段の途中に駅事務室が設置されている。
東西線のコンコースには日本・ポルトガル友好450周年記念でリスボンメトロから贈呈された大理石製の壁画が設置されている。また、B1番出入口付近に髙島屋から寄贈された大型ステンドグラスのパブリックアート「日本橋南詰盛況乃圖」が設置されている。
駅務管区所在駅であり、日本橋駅務管区として日本橋地域、三越前地域、住吉地域を管理する。

#### 銀座線と東西線の乗り換え駅の準備工事
現在の銀座線（都市計画第3号線）と東西線（都市計画第5号線）は当駅で交差しているが、戦前の都市計画第5号線（池袋駅 - 早稲田 - 飯田町 - 一ツ橋 - 東京駅 - 永代橋 - 洲崎に至る14.2 km・大正14年内務省告示第56号）は現行の東西線ルートとは異なり、都道404号（行幸通り）から東京駅地下を横切って都道408号（八重洲通り）に向かう計画であった。
このため、銀座線京橋駅 - 当駅間には将来第5号線がさらに下を通ることを考慮して、連絡駅（新駅）となる相対式ホームの準備工事と、乗り換え連絡通路などが設けられる構造としていた。しかし、戦後の都市計画第5号線は北側を通る現行ルート（当駅で交差）となり、この計画は実現しなかった。

#### のりば
| 番線 | 路線   | 行先                           |
| ---- | ------ | ------------------------------ |
| 1    | 銀座線 | 渋谷方面                       |
| 2    | 銀座線 | 浅草方面                       |
| 3    | 東西線 | 西船橋・津田沼・東葉勝田台方面 |
| 4    | 東西線 | 中野・三鷹方面                 |

（出典：東京メトロ:構内図）

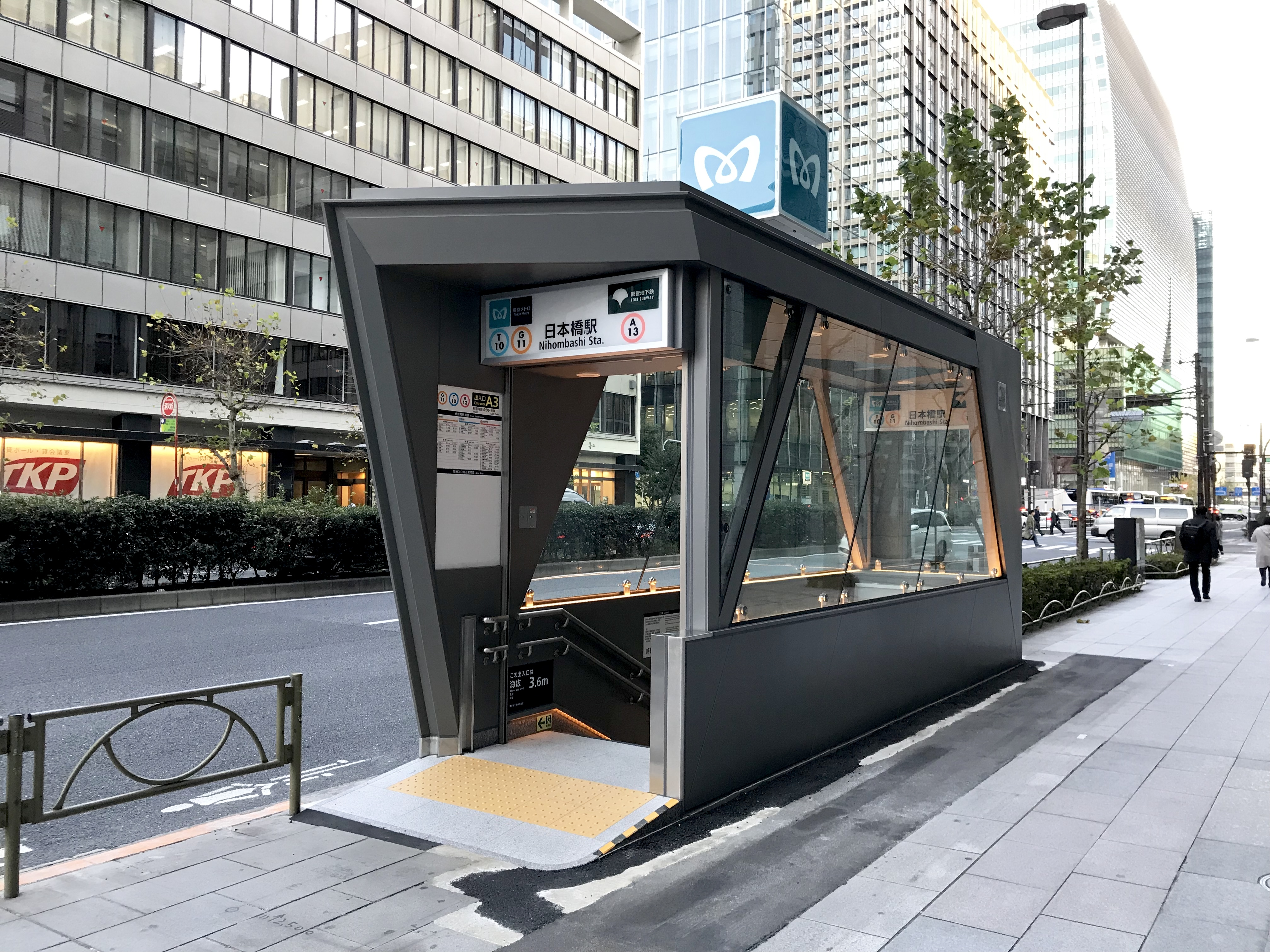
A3番出入口（2019年1月）
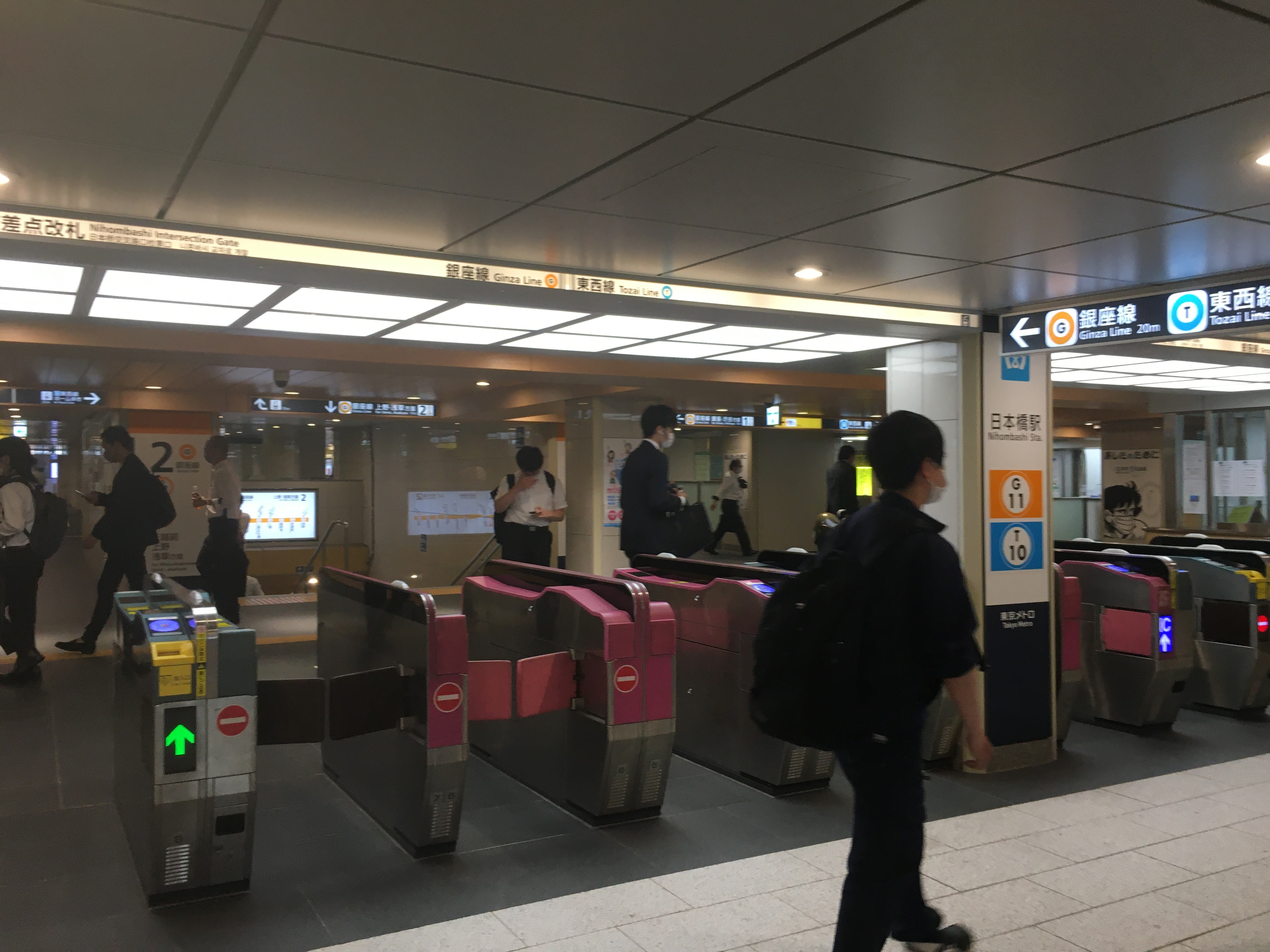
江戸橋一丁目交差点方面改札（2021年7月）
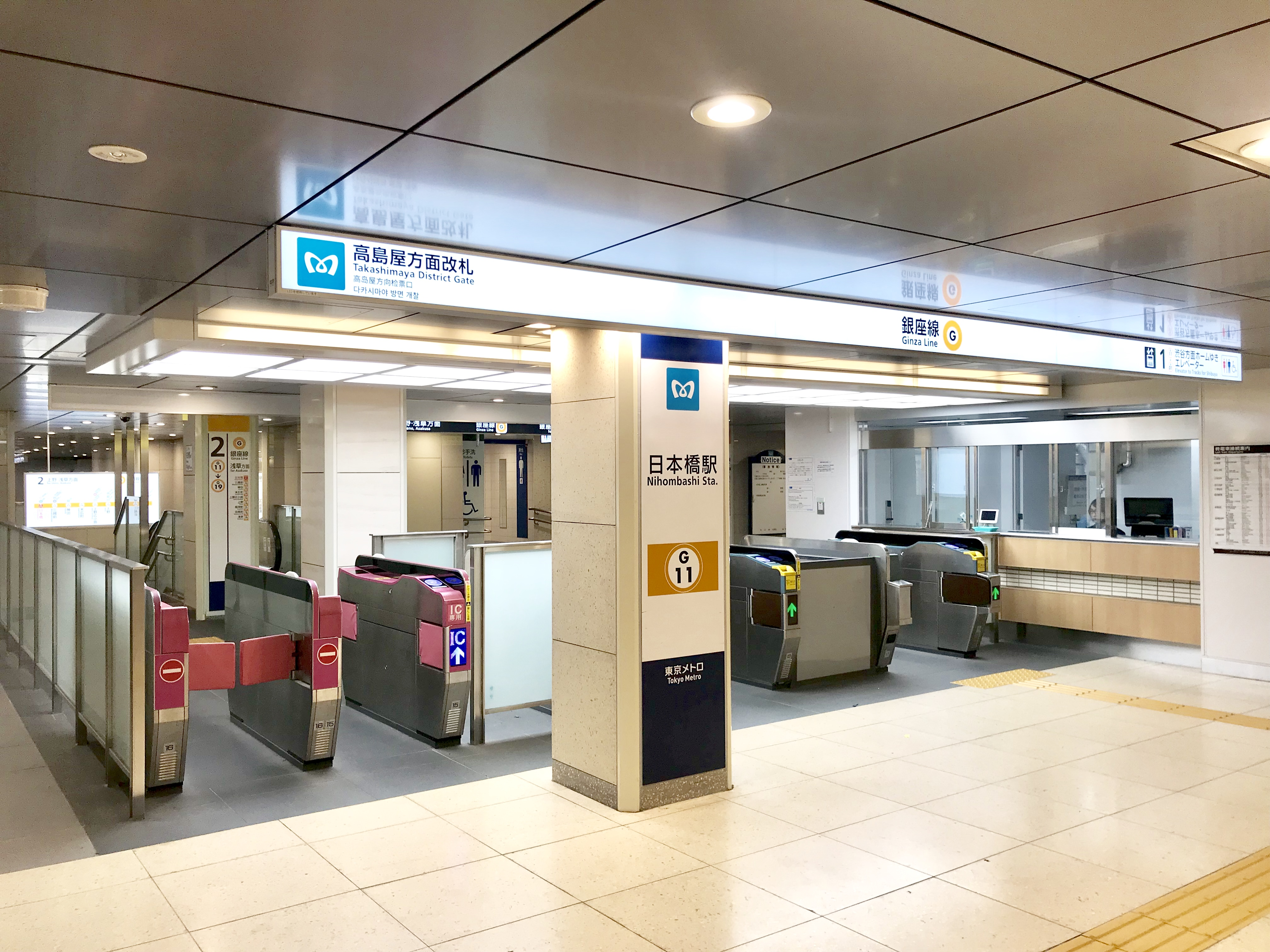
高島屋方面改札口（2019年1月）
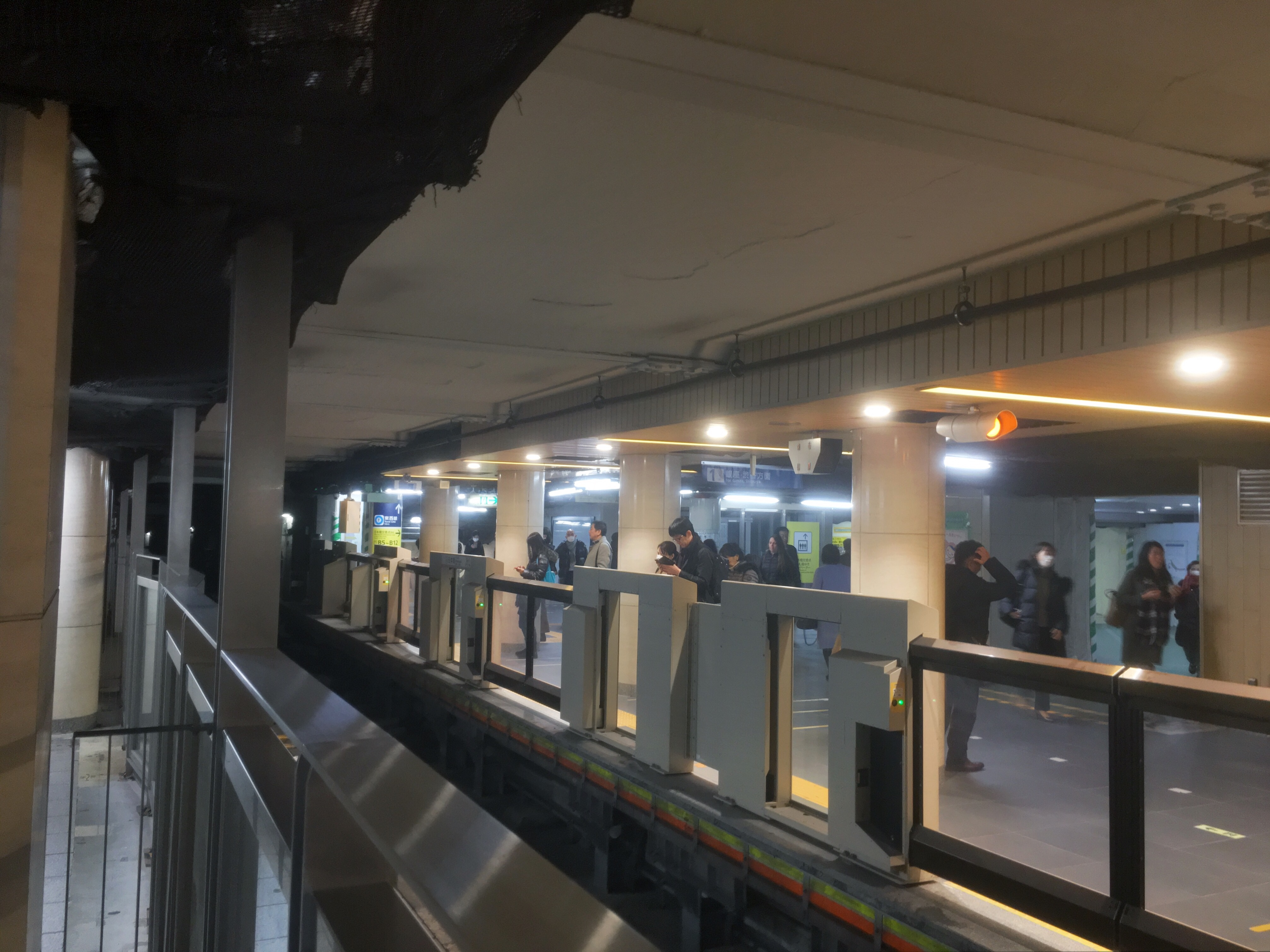
銀座線ホーム（2020年）
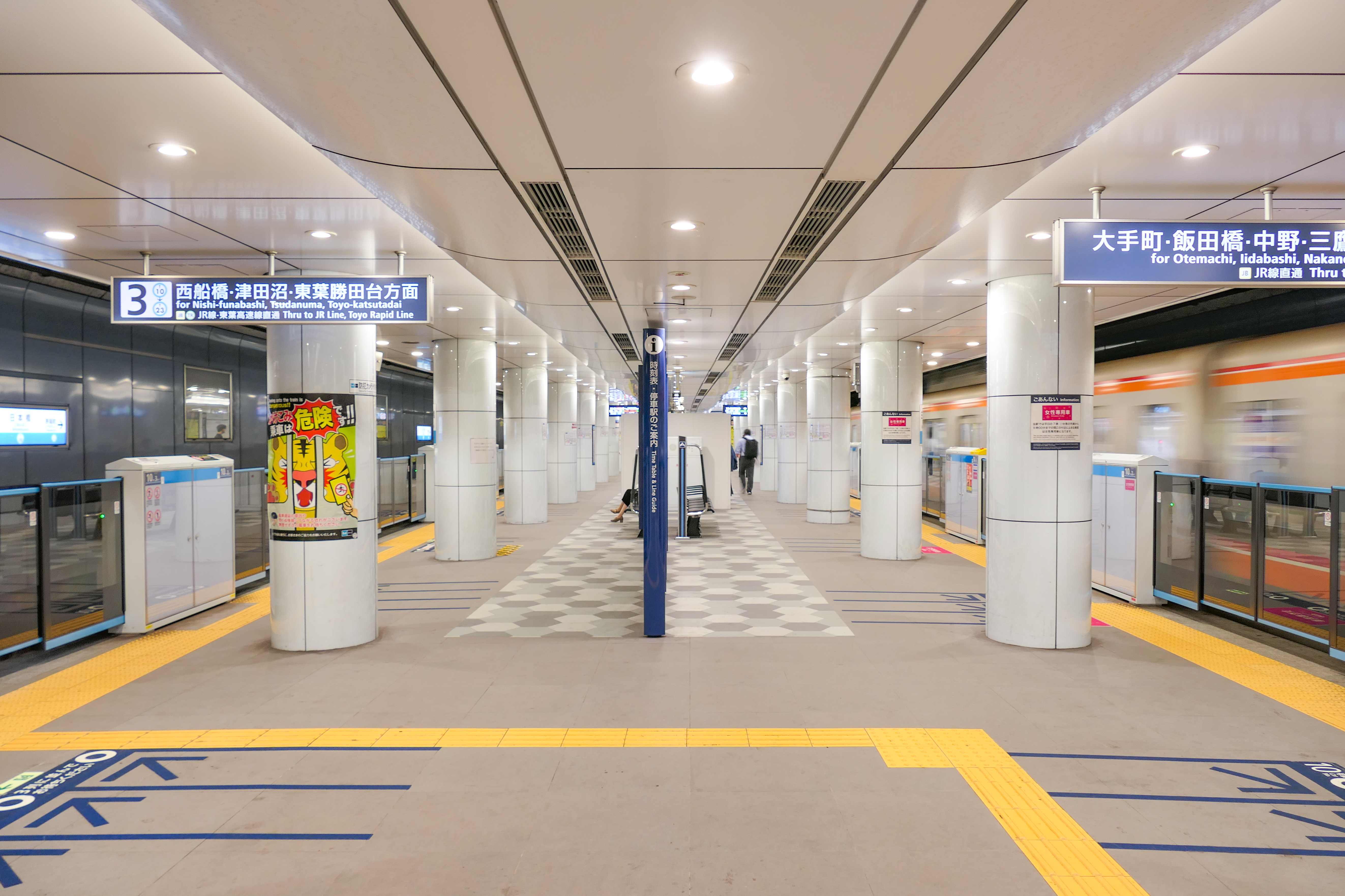
東西線ホーム（2022年4月）

#### 発車メロディ
2015年5月22日から、東西線ホームで従来のブザーに代わり発車メロディの使用を開始した。曲は民謡「お江戸日本橋」で、3番線では歌い終わりの部分、4番線では歌い出しの部分をアレンジしたものを使用している。編曲は向谷実が手掛けた（東西線の発車メロディについては、東京メトロ東西線#発車メロディも参照）。
2018年8月30日からは銀座線ホームでも「お江戸日本橋」をアレンジしたメロディの使用を開始した。メロディはスイッチの制作で、1番線では福嶋尚哉、2番線では塩塚博が編曲したものを使用している。

### 東京都交通局
直営駅。浅草線ホームは、昭和通りと永代通りが交差する「江戸橋一丁目交差点」の南側地下2階に位置し、相対式ホーム2面2線を有する。
改札内に南北行ホームを結ぶ連絡通路が存在せず、「茅場町方面改札」からは1番線、「日本橋方面改札」からは2番線しか利用できない。このため、利用する方向により改札を使い分ける必要がある。
押上寄りに改札口を新設する計画がある。

#### のりば
| 番線 | 路線       | 行先                           |
| ---- | ---------- | ------------------------------ |
| 1    | 都営浅草線 | 西馬込・ 羽田空港・ 京急線方面 |
| 2    | 都営浅草線 | 押上・ 京成線・ 北総線方面     |

（出典：都営地下鉄:駅構内図）

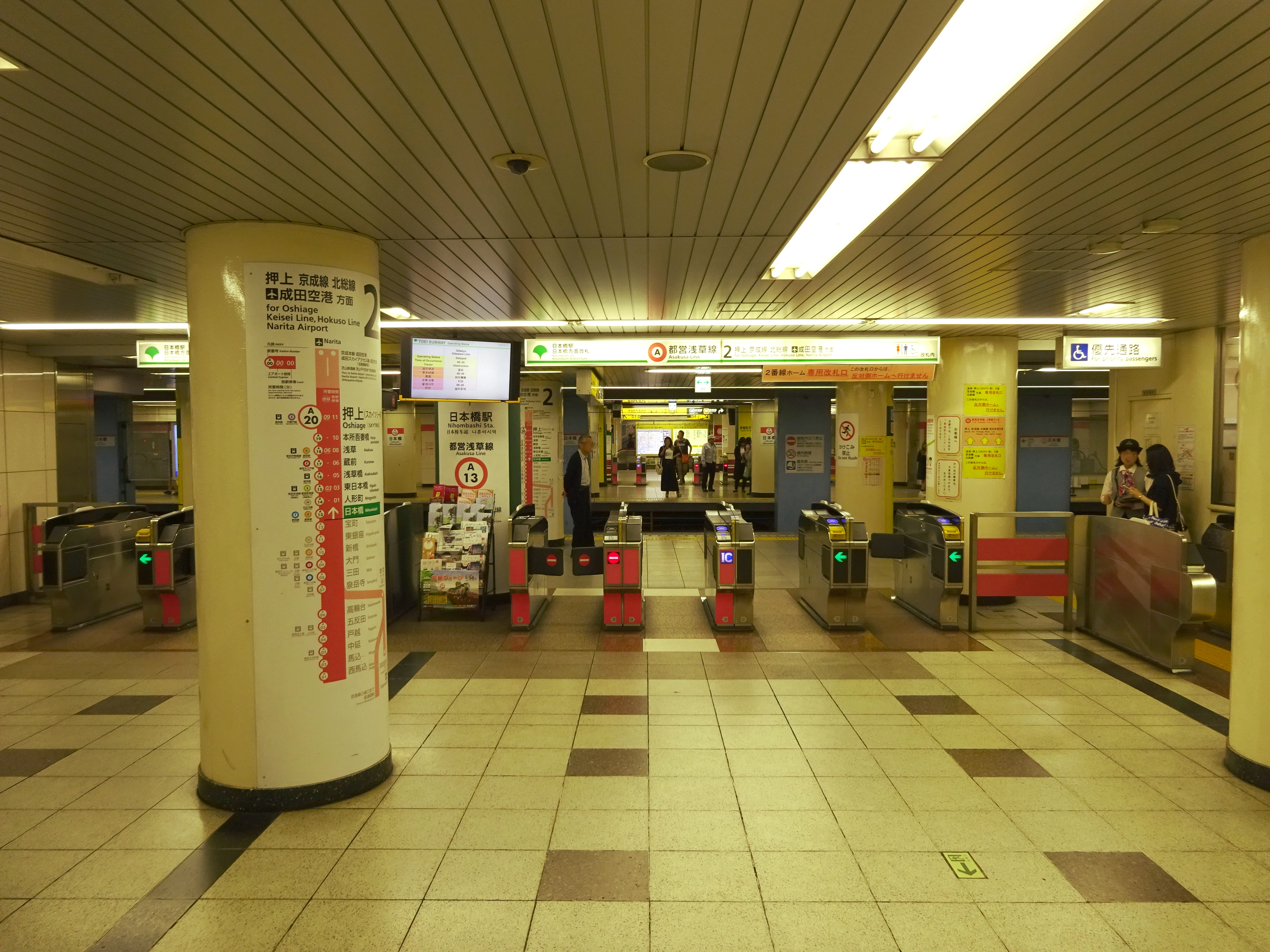
日本橋方面改札（2016年5月）
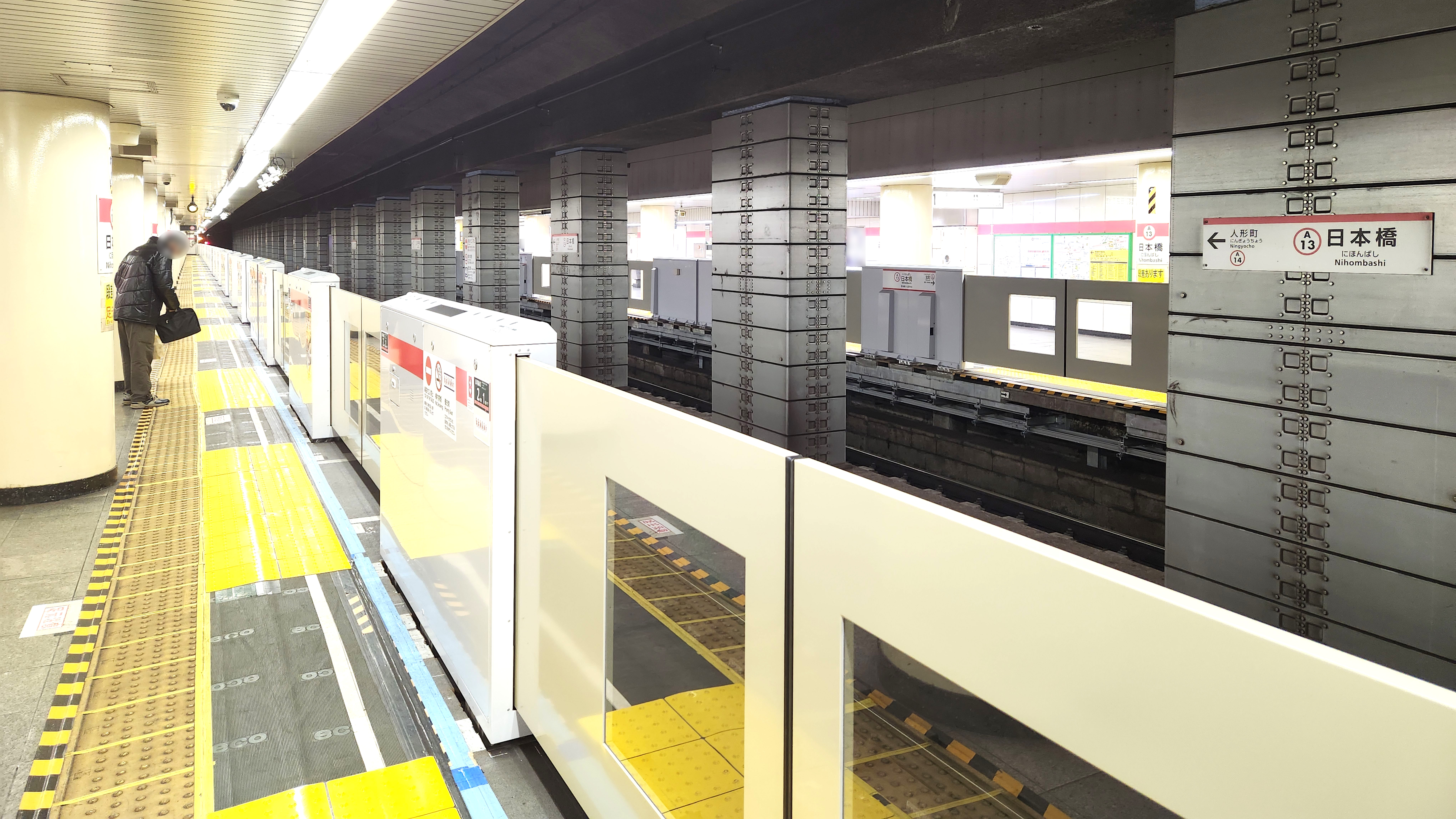
ホーム（2022年12月）

## 利用状況
- 東京メトロ - 2024年度の1日平均乗降人員は175,343人である[メトロ 1]。
  - 東京メトロ全130駅の中では高田馬場駅に次ぐ第13位。
    - 銀座線⇔東西線間の乗換人員を含んだ、2019年度の路線別1日平均乗降人員は以下の通りである[乗降データ 1]。
      - 銀座線 - 227,602人 - 同線内では新橋駅に次ぐ第2位。
      - 東西線 - 283,989人 - 同線内では大手町駅、西船橋駅に次ぐ第3位。
- 都営地下鉄 - 2023年度の1日平均乗降人員は87,756人（乗車人員：43,488人、降車人員：44,268人）である[都交 1]。浅草線全20駅中第5位。

### 年度別1日平均乗降人員
近年の1日平均乗降人員数は下表の通りである。
| 年度               | 営団 / 東京メトロ | 営団 / 東京メトロ | 都営地下鉄       | 都営地下鉄 |
| 年度               | 1日平均 乗降人員  | 増加率            | 1日平均 乗降人員 | 増加率     |
| ------------------ | ----------------- | ----------------- | ---------------- | ---------- |
| 1999年（平成11年） | 180,594           |                   | 87,329           |            |
| 2000年（平成12年） | 174,703           | −3.3%             |                  |            |
| 2001年（平成13年） | 167,916           | −3.9%             |                  |            |
| 2002年（平成14年） | 166,884           | −0.6%             |                  |            |
| 2003年（平成15年） | 163,200           | −2.2%             | 78,494           | −5.2%      |
| 2004年（平成16年） | 162,645           | −0.3%             | 79,373           | 1.1%       |
| 2005年（平成17年） | 164,617           | 1.2%              | 80,573           | 1.5%       |
| 2006年（平成18年） | 165,440           | 0.5%              | 82,538           | 2.4%       |
| 2007年（平成19年） | 174,248           | 5.3%              | 86,066           | 4.3%       |
| 2008年（平成20年） | 178,094           | 2.2%              | 87,553           | 1.7%       |
| 2009年（平成21年） | 174,693           | −2.0%             | 86,707           | −1.0%      |
| 2010年（平成22年） | 169,946           | −2.7%             | 84,653           | −2.4%      |
| 2011年（平成23年） | 165,816           | −2.4%             | 82,299           | −2.8%      |
| 2012年（平成24年） | 165,337           | −0.3%             | 83,256           | 1.2%       |
| 2013年（平成25年） | 165,326           | −0.0%             | 84,833           | 1.9%       |
| 2014年（平成26年） | 167,424           | 1.3%              | 87,579           | 3.2%       |
| 2015年（平成27年） | 174,752           | 4.4%              | 91,997           | 5.0%       |
| 2016年（平成28年） | 184,397           | 5.5%              | 94,923           | 3.2%       |
| 2017年（平成29年） | 189,764           | 2.9%              | 96,939           | 2.1%       |
| 2018年（平成30年） | 196,307           | 3.4%              | 100,408          | 3.6%       |
| 2019年（令和元年） | 199,797           | 1.8%              | 101,779          | 1.4%       |
| 2020年（令和02年） | 128,624           | −35.6%            | 68,084           | −33.1%     |
| 2021年（令和03年） | 128,765           | 0.1%              | 69,772           | 2.5%       |
| 2022年（令和04年） | 146,916           | 14.1%             | 78,113           | 12.0%      |
| 2023年（令和05年） | 163,127           | 11.0%             | 87,756           | 12.3%      |
| 2024年（令和06年） | 175,343           | 7.5%              |                  |            |

### 年度別1日平均乗車人員（1930年代）
各年度の1日平均乗車人員は下表の通りである。
| 年度               | 東京地下鉄道 | 出典         |
| ------------------ | ------------ | ------------ |
| 1932年（昭和07年） | [ 備考 1 ]   |              |
| 1933年（昭和08年） | 4,783        | [ 府統計 1 ] |
| 1934年（昭和09年） | 7,036        | [ 府統計 2 ] |
| 1935年（昭和10年） | 7,489        | [ 府統計 3 ] |

### 年度別1日平均乗車人員（1956 - 2000年）
| 年度               | 営団    | 営団     | 都営地下鉄 | 出典                        |
| 年度               | 銀座線  | 東西線   | 都営地下鉄 | 出典                        |
| ------------------ | ------- | -------- | ---------- | --------------------------- |
| 1956年（昭和31年） | 27,656  | 未 開 業 | 未 開 業   | [ 都統計 1 ]                |
| 1957年（昭和32年） | 28,937  | 未 開 業 | 未 開 業   | [ 都統計 2 ]                |
| 1958年（昭和33年） | 29,889  | 未 開 業 | 未 開 業   | [ 都統計 3 ]                |
| 1959年（昭和34年） | 35,472  | 未 開 業 | 未 開 業   | [ 都統計 4 ]                |
| 1960年（昭和35年） | 37,249  | 未 開 業 | 未 開 業   | [ 都統計 5 ]                |
| 1961年（昭和36年） | 47,641  | 未 開 業 | 未 開 業   | [ 都統計 6 ]                |
| 1962年（昭和37年） | 51,123  | 未 開 業 | 4,241      | [ 都統計 7 ] [ 都統計 8 ]   |
| 1963年（昭和38年） | 56,417  | 未 開 業 | 5,688      | [ 都統計 9 ] [ 都統計 10 ]  |
| 1964年（昭和39年） | 48,683  | 未 開 業 | 7,988      | [ 都統計 11 ] [ 都統計 12 ] |
| 1965年（昭和40年） | 48,182  | 未 開 業 | 9,035      | [ 都統計 13 ] [ 都統計 14 ] |
| 1966年（昭和41年） | 45,687  | 未 開 業 | 10,287     | [ 都統計 15 ] [ 都統計 16 ] |
| 1967年（昭和42年） | 44,250  | 22,103   | 12,611     | [ 都統計 17 ] [ 都統計 18 ] |
| 1968年（昭和43年） | 76,581  | 54,817   | 20,354     | [ 都統計 19 ] [ 都統計 20 ] |
| 1969年（昭和44年） | 106,152 | 96,718   | 31,122     | [ 都統計 21 ] [ 都統計 22 ] |
| 1970年（昭和45年） | 116,395 | 117,693  | 36,771     | [ 都統計 23 ] [ 都統計 24 ] |
| 1971年（昭和46年） | 121,505 | 124,456  | 40,063     | [ 都統計 25 ]               |
| 1972年（昭和47年） | 118,600 | 125,340  | 40,523     | [ 都統計 26 ]               |
| 1973年（昭和48年） | 114,726 | 116,644  | 38,778     | [ 都統計 27 ]               |
| 1974年（昭和49年） | 113,756 |          | 38,378     | [ 都統計 28 ]               |
| 1975年（昭和50年） | 109,738 |          | 37,011     | [ 都統計 29 ]               |
| 1976年（昭和51年） | 48,156  | 60,893   | 37,323     | [ 都統計 30 ]               |
| 1977年（昭和52年） | 47,868  | 61,600   | 37,907     | [ 都統計 31 ]               |
| 1978年（昭和53年） | 46,225  | 60,321   | 37,452     | [ 都統計 32 ]               |
| 1979年（昭和54年） | 46,251  | 60,642   | 37,929     | [ 都統計 33 ]               |
| 1980年（昭和55年） | 46,830  | 62,367   | 38,877     | [ 都統計 34 ]               |
| 1981年（昭和56年） | 47,378  | 65,233   | 39,458     | [ 都統計 35 ]               |
| 1982年（昭和57年） | 47,219  | 65,493   | 40,186     | [ 都統計 36 ]               |
| 1983年（昭和58年） | 46,945  | 67,710   | 40,366     | [ 都統計 37 ]               |
| 1984年（昭和59年） | 48,137  | 67,748   | 41,071     | [ 都統計 38 ]               |
| 1985年（昭和60年） | 47,329  | 68,236   | 41,477     | [ 都統計 39 ]               |
| 1986年（昭和61年） | 48,370  | 69,896   | 44,405     | [ 都統計 40 ]               |
| 1987年（昭和62年） | 48,656  | 70,904   | 46,126     | [ 都統計 41 ]               |
| 1988年（昭和63年） | 48,819  | 71,647   | 47,734     | [ 都統計 42 ]               |
| 1989年（平成元年） | 46,014  | 68,627   | 48,666     | [ 都統計 43 ]               |
| 1990年（平成02年） | 44,729  | 67,907   | 47,173     | [ 都統計 44 ]               |
| 1991年（平成03年） | 43,473  | 67,235   | 49,716     | [ 都統計 45 ]               |
| 1992年（平成04年） | 41,882  | 67,178   | 23,671     | [ 都統計 46 ]               |
| 1993年（平成05年） | 39,132  | 66,737   | 49,858     | [ 都統計 47 ]               |
| 1994年（平成06年） | 38,011  | 64,625   | 49,674     | [ 都統計 48 ]               |
| 1995年（平成07年） | 36,664  | 62,686   | 48,167     | [ 都統計 49 ]               |
| 1996年（平成08年） | 35,660  | 62,581   | 47,466     | [ 都統計 50 ]               |
| 1997年（平成09年） | 34,430  | 62,537   | 46,699     | [ 都統計 51 ]               |
| 1998年（平成10年） | 34,748  | 62,463   | 45,395     | [ 都統計 52 ]               |
| 1999年（平成11年） | 31,473  | 57,377   | 43,481     | [ 都統計 53 ]               |
| 2000年（平成12年） | 30,822  | 55,397   | 42,836     | [ 都統計 54 ]               |

### 年度別1日平均乗車人員（2001年以降）
近年の1日平均乗車人員の推移は下表の通りである。
| 年度               | 営団 / 東京メトロ | 営団 / 東京メトロ | 都営地下鉄 | 出典          |
| 年度               | 銀座線            | 東西線            | 都営地下鉄 | 出典          |
| ------------------ | ----------------- | ----------------- | ---------- | ------------- |
| 2001年（平成13年） | 30,348            | 53,463            | 40,427     | [ 都統計 55 ] |
| 2002年（平成14年） | 29,603            | 53,115            | 41,014     | [ 都統計 56 ] |
| 2003年（平成15年） | 29,232            | 51,962            | 38,943     | [ 都統計 57 ] |
| 2004年（平成16年） | 31,121            | 52,512            | 39,395     | [ 都統計 58 ] |
| 2005年（平成17年） | 30,830            | 52,784            | 39,893     | [ 都統計 59 ] |
| 2006年（平成18年） | 30,800            | 53,644            | 40,882     | [ 都統計 60 ] |
| 2007年（平成19年） | 32,560            | 56,038            | 42,691     | [ 都統計 61 ] |
| 2008年（平成20年） | 33,438            | 57,200            | 43,610     | [ 都統計 62 ] |
| 2009年（平成21年） | 32,521            | 56,392            | 43,212     | [ 都統計 63 ] |
| 2010年（平成22年） | 31,482            | 54,940            | 42,182     | [ 都統計 64 ] |
| 2011年（平成23年） | 30,917            | 53,616            | 41,172     | [ 都統計 65 ] |
| 2012年（平成24年） | 30,707            | 53,131            | 41,533     | [ 都統計 66 ] |
| 2013年（平成25年） | 30,054            | 53,939            | 42,401     | [ 都統計 67 ] |
| 2014年（平成26年） | 29,844            | 55,066            | 43,694     | [ 都統計 68 ] |
| 2015年（平成27年） | 30,751            | 57,923            | 45,860     | [ 都統計 69 ] |
| 2016年（平成28年） | 32,704            | 60,762            | 47,332     | [ 都統計 70 ] |
| 2017年（平成29年） | 33,844            | 62,381            | 48,232     | [ 都統計 71 ] |
| 2018年（平成30年） | 35,510            | 63,973            | 49,962     | [ 都統計 72 ] |
| 2019年（令和元年） | 37,033            | 64,257            | 50,574     | [ 都統計 73 ] |
| 2020年（令和02年） |                   |                   | 33,854     |               |
| 2021年（令和03年） |                   |                   | 34,683     |               |
| 2022年（令和04年） |                   |                   | 38,860     |               |
| 2023年（令和05年） |                   |                   | 43,488     |               |

備考
1. ↑  1932年12月24日開業。
2. ↑  開業日（2月28日）から同年3月31日までの計32日間を集計したデータ。
3. ↑  開業日（9月14日）から翌年3月31日までの計200日間を集計したデータ。

## 駅周辺
- 日本橋川
  - 日本橋
  - 江戸橋
- 日本橋一丁目三井ビルディング
  - COREDO日本橋[26]
  - 伊藤忠丸紅鉄鋼本社
  - BofA証券本社
  - 早稲田大学日本橋キャンパス
- 日本橋郵便局
- 髙島屋日本橋店
- 西武信用金庫 日本橋支店
- 信金中央金庫
- 日本橋丸善東急ビル
  - 丸善日本橋店
  - 水戸証券本社
  - 三菱商事パッケージング本店
- 日本橋フロント
  - 東海東京フィナンシャル・ホールディングス本社
  - コーセー本社
- 日鉄日本橋ビル
  - 日鉄ケミカル&マテリアル本社
  - 日鉄物流本社
  - 野村證券日本橋本社
  - 山陽特殊製鋼東京支社
  - 西日本シティ銀行東京支店
- 第一三共ヘルスケア本社
- 日本橋野村ビルディング
- 東京建物日本橋ビル
  - 日本メナード化粧品 東京支店
  - ENEOSトレーディング本社
  - 伊予銀行東京支店
- 武田グローバル本社
  - 武田薬品工業東京本社
- 東京日本橋タワー
  - T&Dホールディングス本社
    - 太陽生命保険本社
    - 大同生命保険東京本社

  - 三井住友銀行東京中央支店
  - 横浜銀行 東京支店
  - デンソー東京支社
- 日本橋ダイヤビルディング
  - 三菱倉庫本社
  - 日本旅行本社
  - 東海東京証券日本橋支店
- オンワードパークビルディング
  - オンワードホールディングス本社
    - オンワード樫山本社
- 東京駅日本橋口
  - JR高速バスおりば
- 永代通り - 真下を東西線が走り、当駅と大手町駅・茅場町駅の出入口が50 mから200 mおきに設置されている。なお、現状の当駅と大手町駅は地下通路で直結していないものの、将来的には八重洲一丁目北地区の再開発に伴い接続する予定。
- 昭和通り
- 中央通り
- 外堀通り

## バス路線
日本橋（東京駅方面：C4出口付近、南千住・錦糸町方面：B10・C1出口付近）
- 都営バス
  - 東42-1：東京駅八重洲口行 / 南千住駅西口行・南千住車庫前行
  - 東22：錦糸町駅前行 / 東京駅丸の内北口行

地下鉄日本橋駅（B9出口付近）
- 日の丸自動車興業
  - メトロリンク日本橋：地下鉄三越前駅・JR新日本橋駅方面

呉服橋（A1出口付近）
- 日立自動車交通
  - 中央区コミュニティバス（江戸バス）北循環：中央区役所行

※都営バスの同名停留所は「大手町駅 (東京都)#バス路線」を参照。
日本橋二丁目 / 日本橋髙島屋 / 東京VIPラウンジ（B1出口付近）
- 日の丸自動車興業（日本橋二丁目）
  - メトロリンク日本橋：地下鉄宝町駅・東京駅八重洲口方面
  - メトロリンク日本橋Eライン：東京駅八重洲口・地下鉄水天宮前駅方面
- 日立自動車交通（日本橋髙島屋）
  - 晴海ライナー TYO-01系統：晴海二丁目行き
  - 晴海ライナー TYO-03系統：晴海トリトンスクエア行き
- 平成エンタープライズ（東京VIPラウンジ）
  - VIPライナー：名古屋・大阪・金沢行き

## 隣の駅
東京地下鉄（東京メトロ）
 銀座線
京橋駅 (G 10) - 日本橋駅 (G 11) - 三越前駅 (G 12)
 東西線
大手町駅 (T 09) - 日本橋駅 (T 10) - 茅場町駅 (T 11)
東京都交通局（都営地下鉄）
 都営浅草線
■エアポート快特
新橋駅 (A 10) - 日本橋駅 (A 13) - 東日本橋駅 (A 15)
■エアポート快特以外の列車種別
宝町駅 (A 12) - 日本橋駅 (A 13) - 人形町駅 (A 14)

#### 利用状況に関する出典
地下鉄の統計データ
1. 1 2  レポート - 関東交通広告協議会
2. 1 2  中央区ポケット案内 - 中央区
3. ↑  『東京府統計書』東京府。国立国会図書館書誌ID:000000454797。
4. 1 2  東京都統計年鑑 - 東京都

東京地下鉄の1日平均利用客数
1. 1 2 3  “各駅の乗降人員ランキング”.   東京地下鉄. 2025年6月23日時点のオリジナルよりアーカイブ。2025年6月27日閲覧。
2. ↑  “各駅の乗降人員ランキング(2020年度)”.   東京地下鉄. 2023年6月27日閲覧。
3. ↑  “各駅の乗降人員ランキング(2021年度)”.   東京地下鉄. 2023年6月27日閲覧。
4. ↑  “各駅の乗降人員ランキング(2022年度)”.   東京地下鉄. 2024年6月24日閲覧。
5. ↑  “各駅の乗降人員ランキング”.   東京地下鉄. 2024年6月24日閲覧。

東京都交通局 各駅乗降人員
1. 1 2 3 4  「II 高速電車事業」『令和5年度 運輸統計年報』（PDF）（レポート）東京都交通局。オリジナルの2025年1月25日時点におけるアーカイブ。2025年1月29日閲覧。
2. 1 2  「II 高速電車事業」『令和2年度 運輸統計年報』（PDF）（レポート）東京都交通局。オリジナルの2022年7月22日時点におけるアーカイブ。2025年1月29日閲覧。
3. 1 2  「II 高速電車事業」『令和3年度 運輸統計年報』（PDF）（レポート）東京都交通局。オリジナルの2023年11月3日時点におけるアーカイブ。2025年1月29日閲覧。
4. 1 2  「II 高速電車事業」『令和4年度 運輸統計年報』（PDF）（レポート）東京都交通局。オリジナルの2023年11月3日時点におけるアーカイブ。2023年11月3日閲覧。

東京府統計書
1. ↑  昭和8年
2. ↑  昭和9年
3. ↑  昭和10年

東京都統計年鑑
1. ↑  昭和31年 (PDF)  - 10ページ
2. ↑  昭和32年 (PDF)  - 10ページ
3. ↑  昭和33年 (PDF)  - 10ページ
4. ↑  昭和34年 (PDF)
5. ↑  昭和35年 (PDF)
6. ↑  昭和36年 (PDF)
7. ↑  昭和37年(営団) (PDF)
8. ↑  昭和37年(都営) (PDF)
9. ↑  昭和38年(営団) (PDF)
10. ↑  昭和38年(都営) (PDF)
11. ↑  昭和39年(営団) (PDF)
12. ↑  昭和39年(都営) (PDF)
13. ↑  昭和40年(営団) (PDF)
14. ↑  昭和40年(都営) (PDF)
15. ↑  昭和41年(営団) (PDF)
16. ↑  昭和41年(都営) (PDF)
17. ↑  昭和42年(営団) (PDF)
18. ↑  昭和42年(都営) (PDF)
19. ↑  昭和43年(営団) (PDF)
20. ↑  昭和43年(都営) (PDF)
21. ↑  昭和44年(営団) (PDF)
22. ↑  昭和44年(都営) (PDF)
23. ↑  昭和45年(営団) (PDF)
24. ↑  昭和45年(都営) (PDF)
25. ↑  昭和46年 (PDF)
26. ↑  昭和47年 (PDF)
27. ↑  昭和48年 (PDF)
28. ↑  昭和49年 (PDF)
29. ↑  昭和50年 (PDF)
30. ↑  昭和51年 (PDF)
31. ↑  昭和52年 (PDF)
32. ↑  昭和53年 (PDF)
33. ↑  昭和54年 (PDF)
34. ↑  昭和55年 (PDF)
35. ↑  昭和56年 (PDF)
36. ↑  昭和57年 (PDF)
37. ↑  昭和58年 (PDF)
38. ↑  昭和59年 (PDF)
39. ↑  昭和60年 (PDF)
40. ↑  昭和61年 (PDF)
41. ↑  昭和62年 (PDF)
42. ↑  昭和63年 (PDF)
43. ↑  平成元年 (PDF)
44. ↑  平成2年 (PDF)
45. ↑  平成3年 (PDF)
46. ↑  平成4年 (PDF)
47. ↑  平成5年 (PDF)
48. ↑  平成6年 (PDF)
49. ↑  平成7年 (PDF)
50. ↑  平成8年 (PDF)
51. ↑  平成9年  (Microsoft Excelの.xls)
52. ↑  平成10年 (PDF)
53. ↑  平成11年 (PDF)
54. ↑  平成12年
55. ↑  平成13年
56. ↑  平成14年
57. ↑  平成15年
58. ↑  平成16年
59. ↑  平成17年
60. ↑  平成18年
61. ↑  平成19年
62. ↑  平成20年
63. ↑  平成21年
64. ↑  平成22年
65. ↑  平成23年
66. ↑  平成24年
67. ↑  平成25年
68. ↑  平成26年
69. ↑  平成27年
70. ↑  平成28年
71. ↑  平成29年
72. ↑  平成30年
73. ↑  平成31年・令和元年